# (9) Метида
(9) Мети́да (лат. Metis) — астероид главного астероидного пояса. Открыт 25 апреля 1848 году ирландским астрономом Эндрю Грэмом в Маркрийской обсерватории (Ирландия). Метида является единственным астероидом открытым Грэмом, а до 7 октября 2008 года была и единственным астероидом открытым с территории Ирландии. Астероид назван в честь древнегреческой богини мудрости Метиды.
Астероид обращается вокруг Солнца за 3,69 юлианских года.
В 2007 году массу Метиды оценивали от 1,6 до 2,5⋅1019 кг. Это давало плотность ~ 6 (3,3 до 8,9) г/см ³. По оценке Джеймса Бэра 2010 года, масса Метиды составляет (1,47 ± 0,20)⋅1019 кг, а плотность — 4,12±1,33 г/см³.